# Виляка
Ви́ляка (латыш. Viļakaо файле, латг. Vileks; до 1920 года — Мариенга́узен, нем. Marienhausen) — небольшой город в восточной части Латвии, в Балвском крае. До 2009 года он входил в состав Балвского района, затем до 2021 года являлся административным центром бывшего Вилякского края.

## Географическое положение
Город расположен на северо-востоке республики, на южном берегу озера Виляка, в 246 км от столицы страны — города Риги и всего в 6,5 км от границы с Российской Федерацией. Виляка находится в верховьях реки Кира (бассейн реки Великой). Местность в округе заболоченная, лесистая, на реке озёра и возведённые ставки. В городе расположены льноперерабатывающий и маслодельный заводы, в советское время было также налажено производство трикотажа.

## История
Впервые упоминается в ливонских хрониках в начале XIII века под названием Мариенгаузен.
До 1920 года Мариенгаузен являлся центром Мариенгаузенской волости Люцинского уезда Витебской губернии. В 1920—1925 годах Виляка находилась в Лудзенском уезде Латвии, в 1925—1944 годах — входила в состав Яунлатгальского (Абренского) уезда Латвии как центр Вилякской волости.
8 октября 1945 года Виляка получила статус города. В 1945—1949 годах была центром Вилякского уезда Латвийской ССР. В 1949—1956 годах являлась центром Абренского района Латвийской ССР. После его упразднения входила в Балвский район. Была центром Сусайского сельсовета, здесь располагался совхоз «Виляка».
С 2009 года город являлся центром Вилякского края. После административной реформы 2021 года и упразднения Вилякского края вошёл в состав Балвского края.

## Население
В 1969 году в городе имелось 2,8 тыс. жителей. С 1990 года численность населения сокращается по причине естественной и миграционной убыли населения.
По переписи 2000 года население города составляло 1850 человек, свыше половины из которых — русскоязычные жители. По национальности: латыши — 880 чел. (47,6 %), русские — 818 чел. (44,2 %), прочие (украинцы, белорусы, поляки и др.) — 152 чел. (8,2 %).
По данным на начало 2024 года, в Виляке насчитывалось 1172 жителя, из них латышей — 789 чел., русских — 290 чел., прочих (включая лиц, не указавших свою национальную принадлежность) — 93 чел.

## Известные уроженцы и жители
Лашин, Владимир Леонидович (1910—1970) — советский военачальник, генерал-майор, участник Великой Отечественной войны.

## Транспорт

### Автодороги
Через город проходит региональная автодорога P35 Гулбене — Балви — Виляка — граница России (Вентули). К Виляке подходят региональные автодороги P42 Виляка — Зайцева — граница России (Педедзе) и P45 Виляка — Карсава. Среди местных автодорог наиболее значимая — V455 Виляка — Жигури — Лиепна.

### Междугородное автобусное сообщение
Основные маршруты: Виляка — Балвы — Гулбене — Рига; Виляка — Балтинава — Карсава — Резекне; Виляка — Лиепна — Алуксне; Виляка — Жигури.

## Города-побратимы
- Чашники, Белоруссия